# No amarás
No amarás (título original en polaco: Krótki film o miłości, 'Un cortometraje sobre el amor') es una película  polaca de 1988 del director Krzysztof Kieślowski. Es la versión fílmica ampliada del sexto episodio, una variación sobre el sexto mandamiento «No cometerás adulterio», del drama para la televisión compuesto de diez episodios llamado Dekalog ('El decálogo').
De este filme se hizo una nueva versión en hindi, Ek Chhotisi, una historia de amor (2002).

## Temas y sinopsis
El filme, desarrollado en un complejo de edificios de apartamentos en Varsovia, trata sobre la obsesión y explora los tópicos del amor y del voyeurismo a través de la relación entre el joven Tomek (Olaf Lubaszenko) y la adulta Magda (Grażyna Szapołowska). Esta relación comienza cuando él espía y observa la vida sexual de ella por medio de un telescopio. Obsesionado con ella, el joven inventa razones para poder verla y hablarle hasta que lo consigue y finalmente confiesa su conducta y sus sentimientos. Esto da lugar a problemas psicológicos para él y para ella mostrando cómo el bien y el mal cambian de ida y de vuelta.

## Final
La película es similar a la versión original para la televisión de El decálogo, con algunas modificaciones y ampliaciones al guion. Sin embargo, el cambio más significativo es el final, que fue reescrito debido a la petición de la actriz Grażyna Szapołowska, quien deseaba que la película tuviese un final distinto.
En la versión original, Tomek, de vuelta en su trabajo, le dice a Magda que ya no la espía más; mientras que en el filme, Magda, de visita en el apartamento de Tomek después de que él regresa del hospital tras un intento de suicidio, imagina verse a través del telescopio en su propio apartamento, llorando en su cocina mientras Tomek la acompaña y reconforta.

## Elenco
- Grażyna Szapołowska - Magda
- Olaf Lubaszenko - Tomek
- Stefania Iwińska - madrina de Tomek
- Piotr Machalica - Roman
- Artur Barciś - hombre con la maleta
- Małgorzata Rożniatowska - jefa de la oficina de correos
- Stanisław Gawlik - cartero Wacek
- Rafał Imbro - amante de Magda
- Jan Piechociński - amante de Magda
- Krzysztof Koperski - controlador del medidor de gas
- Tomasz Gradowski
- Hanna Chojnacka
- Jaroslawa Michalewska - empleada de la oficina de correos
- Emilia Ziólkowska - anciana en la oficina de correos
- Anna Gornostaj - enfermera

## Premios
- XIII Festival de Cine Polaco de Gdynia (1988):
  - Mejor Actriz: Grażyna Szapołowska
  - Mejor Actriz Secundaria: Stefania Iwińska
  - Mejor Fotografía: Witold Adamek
  - Mejor Guion: Krzysztof Kieślowski y Krzysztof Piesiewicz
  - León de Oro: Krzysztof Kieślowski
- Festival Internacional de Cine de San Sebastián (1988):
  - Premio Especial del Jurado
  - Premio OCIC (Organización Católica Internacional de Cine)
  - Premio de los Periodistas
- Festival Internacional de Cine de São Paulo (1989):
  - Premio del Público
  - Premio de los Críticos de Cine
- Premios de los Críticos de Cine de Chicago (1989):
  - Mejor Actriz (Premio Hugo de Plata): Grażyna Szapołowska
  - Mejor Película en idioma extranjero
- Festival de Cine de Venecia (1989):
  - Premio FIPRESCI (Federación Internacional de Prensa Cinematográfica): Krzysztof Kieślowski